# Ganado (Texas)
Ganado es una ciudad ubicada en el condado de Jackson en el estado estadounidense de Texas. En el Censo de 2010 tenía una población de 2003 habitantes y una densidad poblacional de 661,56 personas por km².

## Geografía
Ganado se encuentra ubicada en las coordenadas 29°2′30″N 96°30′40″O / 29.04167, -96.51111. Según la Oficina del Censo de los Estados Unidos, Ganado tiene una superficie total de 3.03 km², de la cual 3.02 km² corresponden a tierra firme y (0.34%) 0.01 km² es agua.

## Demografía
Según el censo de 2010, había 2003 personas residiendo en Ganado. La densidad de población era de 661,56 hab./km². De los 2003 habitantes, Ganado estaba compuesto por el 77.48% blancos, el 2.6% eran afroamericanos, el 0.2% eran amerindios, el 0.65% eran asiáticos, el 0% eran isleños del Pacífico, el 17.07% eran de otras razas y el 2% pertenecían a dos o más razas. Del total de la población el 46.68% eran hispanos o latinos de cualquier raza.